# Pavel Jan Souček
Rmus.D. Pavel Jan Souček, O.Praem. (23. června 1877, Nesovice – 28. ledna 1943, Koncentrační tábor Osvětim-Březinka) byl římskokatolický kněz, který se letech 1929–1943 stal opatem kanonie premonstrátů v Nové Říši na Moravě. Stal se obětí nacistického režimu.

## Život
Na kněze byl vysvěcen v roce 1901. O dva roky později vstoupil do novoříšského kláštera premonstrátského řádu, a při obláčce přijal řeholní jméno Pavel. V roce 1929 byl římskou Kongregací pro řeholníky jmenován v Nové Říši opatem. Stalo se tak proti vůli konventu, neboť z opatské volby původně vítězně vzešel P. Josef Kunka. Ten však byl pro řád nepřijatelný, neboť nesouhlasil s řádovou reformou (souhlas s reformou byl nutný pro to, aby kandidáta akceptovalo vedení řádu).
Za opata Součka nastal v klášteře rozvoj duchovního života. Do nepočetné kanonie vstupovali noví řeholníci. Novoříšští premonstráti tehdy začali vykonávat duchovní správu v Brně-Židenicích, což chápali jako jakési pokračování svého někdejšího mateřského kláštera v Zábrdovicích.
Dne 29. května 1942 klášter v Nové Říši (po udání bývalého novice Františka Kříže, který byl z kláštera vyloučen poté, co vyšla najevo jeho kriminální minulost) přepadlo gestapo, a řeholníci včetně opata byli odvlečeni do Kounicových kolejí v Brně. Následně byli transportováni do Osvětimi. Zde opat Souček zemřel 28. ledna 1943 na tyfus.
Přeživší řeholníci se do Nové Říše vrátili v roce 1945, a 11. října toho roku zvolili opatem Augustina Machalku, někdejšího novoříšského provizora a Součkova spoluvězně z koncentračního tábora.
V roce 2013 byl zahájen beatifikační proces opata Součka a čtyř jeho spolubratrů – Siarda Nevrkly, Vavřince Novotného, Zikmunda Záběhlického a Norberta Hrachovského.